# Roșiori, Brăila
Rosiori là một xã thuộc hạt Brăila, România. Dân số thời điểm năm 2002 là 3129 người.